# Luiz Henrique Rosa

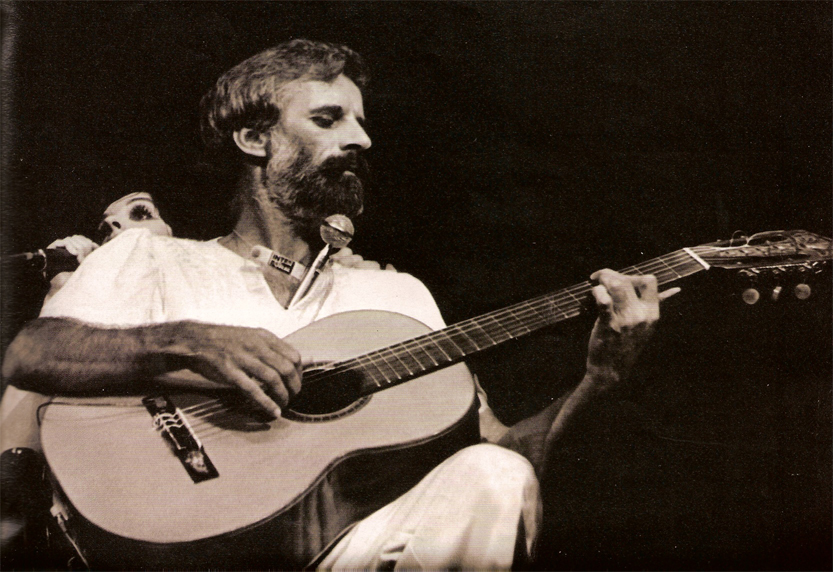
Luiz Henrique Rosa (1979)

Luiz Henrique Rosa (* 25. November 1938 in Tubarão, Santa Catarina; † 9. Juli 1985 in Florianópolis) war ein brasilianischer Sänger und Gitarrist, der in der zweiten Hälfte der 1960er Jahre Bossa Nova spielte.
Er wurde zum ersten Mal außerhalb Brasiliens wahrgenommen, als er 1965 gemeinsam mit Oscar Brown, Jr. das Album Finding A New Friend aufnahm. Vor allem das darauf enthaltene Laia Ladaia wurde in Jazz-Kreisen mit Wohlwollen aufgenommen, was das Label Verve dazu veranlasste, Henrique eine Chance als Solointerpret zu geben und 1967 dessen Album Barra Limpa zu veröffentlichen.
Anscheinend war Verve mit den Reaktionen auf das Album zufrieden, denn im folgenden Jahr brachte das Label eine Zusammenarbeit Henriques mit Bobby Hackett und Billy Butterfield heraus: das Album Bobby, Billy, Brasil. Auch das mit Walter Wanderley eingespielte Album Popcorn erschien dort 1969.
Der Sänger blieb bis 1971 in den USA, kehrte dann aber nach Brasilien (Florianópolis) zurück. 1976 veröffentlichte er seine letzte LP, Mestiço.
Luiz Henrique starb 1985 im Alter von 46 Jahren bei einem Verkehrsunfall.